# Cantone di Cherbourg-Octeville-3
Il Cantone di Cherbourg-Octeville-3 è una divisione amministrativa dell'Arrondissement di Cherbourg.
È stato costituito a seguito della riforma approvata con decreto del 25 febbraio 2014, che ha avuto attuazione dopo le elezioni dipartimentali del 2015.

## Composizione
Comprende parte della città di Cherbourg-Octeville e i comuni di
- Couville
- Hardinvast
- Martinvast
- Nouainville
- Saint-Martin-le-Gréard
- Sideville
- Teurthéville-Hague
- Tollevast
- Virandeville